# Christian Morgenstern
Christian Morgenstern (Múnich, 6 de mayo de 1871 - Merano, 31 de marzo de 1914) fue un poeta y escritor alemán.
En 1881 murió su madre, Charlotte, de una enfermedad pulmonar, que Morgenstern heredaría de ella y que ensombrecería su vida con una serie de visitas a sanatorios.
A partir de 1903 trabaja como lector de la editorial de Bruno Cassirer, con el que le unía una amistad. Se casó en 1910 con Margareta Gosebruch von Liechtenstern. En el mismo año comenzó su colaboración con el editor Reinhard Piper, que duraría hasta su muerte. Christian Morgenstern había trabajado con otros editores anteriormente, pero de ello no resultó una colaboración a largo plazo.
En el Handbuch der Judenfrage (Manual de la cuestión judía, 1933), Morgenstern fue listado como mezcla judía. Tras una intervención legal del abogado de su editor, Reinhard Piper, fue retirado del "Manual", ya que Morgenstern no tenía antecedentes judíos.
Hacia el final de su vida, se acercó a la antroposofía. Finalmente murió a causa de la tuberculosis, que su madre le había transmitido. Tras su muerte, su mujer editó muchas de sus obras, que reordenó en parte y completó con el legado que todavía no había sido editado.
La lectura de los poemas de Morgenstern es muy agradable. Sobre todo en el conjunto de poemas llamado Galgenlieder (Literalmente Canciones de la horca) desarrolla Morgenstern su cariñoso y a menudo perspicaz ingenio. Su poema más conocido es Die unmögliche Tatsache (El hecho imposible) cuya última frase se ha convertido en un dicho popular: ...weil... nicht sein kann was nicht sein darf. (Porque... no puede ser lo que no puede ser juego de palabras entre können, poder en el sentido de "ser posible", y dürfen, poder en el sentido de "estar permitido").
Christian Morgenstern también tradujo innumerables obras de Ibsen, Hamsun y Björnson al alemán.